# Slavko
Slavko je moško osebno ime.

## Izvor imena
Slavko je ime slovanskega izvora, ki je s sufiksom -ko podaljšana oblika skrajšanih zloženih slovanskih imen, ki imajo sestavino slav. Sestavina slav je zelo pogosta v zloženih slovanskih imenih in pomeni »slaven.«  

## Različice imena
- moške različice imena: Slavoljub, Slavomir, Slavan, Slavc, Slavča, Slavče, Slavček, Slavči, Slavčo, Slave, Slavejko, Slavek, Slaven, Slavi, Slavomir, Slaviša, Slavo, Slavoj
- ženska različica imena: Slavka

## Pogostost imena
Po podatkih Statističnega urada Republike Slovenije je bilo na dan 31. decembra 2007 v Sloveniji število moških oseb z imenom Slavko: 4.756. Med vsemi moškimi imeni pa je ime Slavko po pogostosti uporabe uvrščeno na 54. mesto.

## Osebni praznik
V koledarju se ime  Slavko uvršča k imenom : Alojz (god, 21. junija), Venčeslav (god, 28. septembra) ali Stanislav (god, 11. aprila ali 13. novembra).